# Anchinia
Anchinia is een geslacht van vlinders van de familie sikkelmotten (Oecophoridae), uit de onderfamilie Oecophorinae.

## Soorten
- A. dolomiella Mann, 1877
- A. furculata Meyrick, 1924
- A. oenochares Meyrick, 1924
- A. orientalis Caradja, 1939
- A. porphyritica Meyrick, 1914